# Øjenlåg
Øjenlåget ((latin): Palpebra, (græsk): Blepharon) er to hudfolder på ydersiden af øjet der beskytter den mod udtørning, fremmedlegemer og lys. Øjenlåget vedligeholder øjets fugt via blinkerefleksen, samt ved at lukke øjnene under søvn. Desuden lukker de også instinktivt for at beskytte øjet mod fremmedlegemer der kommer for tæt på.

## Struktur
Øjenlågene er to hudfolder der går henover øjet, afgrænset på oversiden af øjenbrynet og nedadtil af den fordybning lige under øjet; sulcus infrapalpebralis. Generelt er det øvre øjenlåg mere mobilt, samt større, end det nedre øjenlåg. Mængden af øjet som øjenlågene dækker passivt varierer meget fra person til person, og danner hovedgrundlaget for hvad man kalder store og små øjne, da selve øjet kun varierer meget lidt i størrelse fra person til person.
Når øjet er lukket, dannes der en lige linje imellem de to øjenlåg benævnt rima palpebrarum. Desuden benævner man de to øjenkroge, angulus oculi medialis som vender ind mod næsen, samt angulus oculi lateralis som peger væk fra næsen. De to øjenkroge ender anatomisk ved mødepunktet imellem de to øjenlåg, commisura palpebrarum medialis og commisura palpebrarum lateralis for hhv. angulus oculi medialis og angulus oculi lateralis.
I fosterstadiet fremstår der desuden en tredje hudfold (ikke et øjenlåg, men med tæt relation til disse) som strækker sig henover angulus oculi medialis fra næsesiden. Denne benævnes på dansk mongolfolden, og på latin epicanthus. Hos nogle genetiske afstamninger forbliver denne fold ud i voksenlivet i forskellige grader, og det kan også forekomme ved nogen sygdomstilstande såsom Downs syndrom.
Hvert øjenlåg har en tynd rand med en tykkelse på omkring 2mm, der er beklædt med øjenvipperne, som har nogenlunde samme funktion som øjenbrynene.

### Lag
Øjenlåget består af en række lag.

#### Hud
Øjenlåget består udvendigt af normal, men meget tynd, hud og tilhørende subcutis. Huden er det tyndeste hud på menneskekroppen, og subcutis er også fedtfattig og dermed tynd. Subcutis er desuden meget løs, og i det øvre øjenbryn er huden derfor tilbøgelig over for at folde ned over sig selv ved åbent øje.
Da subcutis er meget løst kan det indeholde meget store hæmatomer (indre blødninger) og andre væskeansamlinger, som kan give karakteristiske opsvulmninger omkring øjet efter slag eller ved nyresygdom.

#### Musculus orbicularis oculi
Under huden ligger musculus orbicularis oculi, som er en stor (i forhold til andre mimiske muskler), men tynd, cirkulær muskel der løber hele vejen rundt om øjet. Dens bevægelser bevæger begge øjenlåg og er ansvarlige for blinkebevægelsen.

#### Tarsi og septum orbitale
Under orbicularis oculi, tilsvarende til den synlige form af øjenlågene, ligger to bindevævsplader af tarsi, tarsus superior og tarsus inferior. Tarsus superior er, ligesom dens øjenlåg, ca. dobbelt så stort som det nedre tarsus. Begge tarsi er tilhæftet den omkringliggende øjerand via et yderlige ligament, septum orbitale, som er et tyndt fibrøst blad forløbende imellem begge tarsus og randen af øjenhulen.
Tarsi er tykke bindevævsplader som fusionerer i begge øjenkroge til to kraftige ligamenter, ligamentum palpebrale medium i den inderste øjenkrog og ligamentum palpebrale laterale i den ydre.

#### Meibomske kirtler
I forbindelse med tarsi ligger en række kirtler benævnt Meibomske kirtler. Du har udmunding langs randen af øjenlågene og kan ses som lodrette lyse striber på indersiden af øjenlåget. Deres sekræt er fedtet og vandskyende og har til formål at danne en forsegling når øjenlågene samler sig i midten for at forhindre luft i at komme ind og tårevæske i at komme ud. Der findes ca. 30 af disse kirtler i hvert tarsus, med flere i det øvre end det nedre.

#### Conjunctiva
Conjunctiva er øjets bindehinde, og er opdelt i tunica conjunctina palpebralis som beklæder bagsiden af øjenlågene, tunica conjunctiva bulbaris som beklæder selve øjet og fornix conjunctiva superior et inferior som er de to omslagsfolder imellem de to hinder. Bindehinden er desuden kategoriseret som en slimhinde, og den lubrikeres af tårekirtlerne.
Når de to folder af conjunctiva samler, når øjet lukkes, danner det en lukket sæk benævnt saccus conunktivalis.

## Muskler
Øjenlågene har to muskler særligt tilegnet disse, musculus levator palpebrae superioris der hæver det øverste øjenlåg ved at trække i øvre tarsus, samt musculi tarsales som er to muskler der ubevidst gør det samme, også ved at trække i tarsus, dog på både øvre og nedre øjenlåg.

### Musculus levator palpebrae superioris
Er en bred, vifteformet muskel der strækker sig fra bagsiden af øjenhulen, lige over anulus tendineus communis hvor øjenerverne forlader kraniet. Musklens sene skiller glandula lacrimalis ufuldstændigt i to, og deler sig senere i to blade. Der yderste blad deler sig i smalle strøj der perforerer musculus orbicularis oculi og binder sig til huden i det øvre øjenlåg. Det inderste blad tilhæfter sig tarsus superior's øvre rand.
Musklen innerveres af nervus oculomotorius

### Musculi tarsales
De to musculi tarsales forbinder via glat muskulatur de to tarsi med en omkringliggende muskel. Musculus tarsales superior løber sammen med musculus levator palpebrae superioris fra dennes inderse blad til den øverste rand af tarsus superior. Musculus tarsales inferior er meget svagere end den superiore, og forbinder musculus obliquus inferior med tarsus inferior.
De innerveres begge to via det sympatiske nervesystems ganglion cervicale superius.